# القرافاء (مذيخرة)

تعديل مصدري - تعديل

القرافاء محلة تابعة لقرية السهلة، التابعة لعزلة مذيخرة بمديرية مذيخرة إحدى مديريات محافظة إب في الجمهورية اليمنية.، بلغ تعداد سكانها 32 حسب تعداد اليمن لعام 2004.